# Воштана масница
Воштана масница (лат. Pinguicula leptoceras) је вишегодишња инсективорна биљка из породице мешинки.

## Етимологија
Није јасно зашто је Рајхенбах назвао врсту leptoceras, што значи „са танком остругом“, јер је иста често веома широка.

## Опис
Расте до висине од 2 до 4 cm, и има љубичаст цвет дужине од 10 до 25 mm облика левка са цветном дршком дужине од 40 до 100 mm. Аутохтона је у Швајцарској, Аустрији, Италији, Француској, Србији и Босни и Херцеговини. С обзиром на чињеницу да насељава станишта са хладним зимама, производи зимски мирујући изданак - хибернакулум. 

## Станиште
Воштану масницу срећемо на влажним и осунчаним алпским и субалпским карбонатним или силикатним стаништима, често изложеним ветру.

## Распрострањење
Настањује подручје Швајцарске, западне Аустрије, северне и северозападне Италије и југоисточне Француске на надморској висини између 1800 и 3000 метара. У Србији расте око подножја водопада Копрен на Старој планини, док у Босни и Херцеговини расте у долинама Идбар и Тисовица на Прењу.